# Turismo nei Paesi Bassi
Il turismo nei Paesi Bassi è un importante settore economico. Il paese accoglie circa 10 milioni di visitatori stranieri ogni anno, principalmente da Germania, Regno Unito, Stati Uniti e Belgio.

## Città
La principale attrazione turistica dei Paesi Bassi è indubbiamente la capitale Amsterdam, detta da alcuni "la Venezia del nord" per via del centro storico attraversato da numerosi canali e perché sorge su tante isolette (circa 200). Fra le altre cose (ad es. i suoi musei) Amsterdam è famosa anche per attrazioni "particolari" come il quartiere a luci rosse di De Wallen o i suoi coffee-shop.
Fra le altre città, le più interessanti dal punto di vista turistico sono probabilmente L'Aia (sede del governo e residenza reale), Delft, Rotterdam, Utrecht, Haarlem e Nimega. Fra i centri minori si segnalano Volendam e Marken.

## Monumenti, istituzioni, eventi

### Musei
I musei più importanti e famosi dei Paesi Bassi sono probabilmente il Rijksmuseum ed il Museo Van Gogh, entrambi situati ad Amsterdam. Il primo raccoglie soprattutto dipinti della pittura olandese dal XIV al XIX secolo, mentre il secondo raccoglie un gran numero di opere di Vincent van Gogh, oltre a diverse opere di altri pittori suoi contemporanei. Ad Amsterdam si trovano pure altri interessanti musei, quali le case di Anna Frank e di Rembrandt, il museo nanautico ed il museo Stedelijk.
Fuori da Amsterdam, i tre musei più importanti sono probabilmente il Museo Frans Hals di Haarlem, la Mauritshuis dell'Aia, il Museo Boijmans van Beuningen di Rotterdam ed il Museo Kröller-Müller, situato nel parco nazionale degli Hoge Veluwe (vicino al villaggio di Otterlo e non lontano dalle città di Arnhem ed Apeldoorn). I primi due raccolgono soprattutto opere pittoriche fiamminghe del XVII secolo (noto come il Secolo d'Oro dei Paesi Bassi), il terzo copre gran parte della storia dell'arte olandese ed europea (da Bosch a Dalí) ed infine l'ultimo comprende soprattutto opere degli ultimi due secoli, ad esempio di Van Gogh.
Esistono diversi musei dedicati all'arte moderna si segnalano i già menzionati Stedelijk di Amsterdam, quello di Eindhoven, il Groninger Museum di Groninga ed il Gemeentemuseum dell'Aia.

### Eventi e festività.
- Carnevale - nelle province cattoliche del sud (Limburgo, Brabante Settentrionale e Zelanda), specialmente a Maastricht
- Fiera d'arte di Maastricht - nella prima metà di marzo
- Koningsdag (giorno del re) - il 27 aprile
- Nationale Molendag (giornata dei mulini) - il secondo sabato di maggio
- Holland festival (teatro, danza, cinema ed altro) - tutto il mese di giugno
- Festival Jazz del Mare del Nord - a metà luglio, a l'Aia
- Gay Pride - primo sabato di agosto, specialmente ad Amsterdam
- Grachtenfestival (festival musicale dei canali) - a metà agosto ad Amsterdam
- FFWD Dance Parade (sorta di enorme rave party) - inizio di agosto a Rotterdam
- Uitmarkt (apertura della stagione concertistica) - fine di agosto, ad Amsterdam
- Sinterklaas Intocht (arrivo di San Nicola-Babbo Natale) - metà novembre
- Cannabis Cup Cup - ad Amsterdam, la terza settimana di novembre
- Sinterklaas (S. Nicola, con scambio di regali) - 5 dicembre

## Natura e paesaggio
Il paesaggio olandese è generalmente piatto ed estremamente verdeggiante, percorso da fiumi e canali, e con diversi piccoli laghi poco profondi e spesso paludosi; in questo paesaggio si inseriscono armonicamente i numerosi animali da allevamento (prime fra tutte le vacche, ma anche cavalli e pecore), le dighe (ad es. quelle del progetto Delta, in Zelanda, o la grande Afsluitdijk che separa l'Ijsselmeer dal Mare del Nord), i campi di tulipani (numerosi soprattutto nella zona di Leida, nell'Olanda meridionale) ed i mulini a vento (famosi quelli della Kinderdijk).
Le foreste sono state in gran parte abbattute per lasciare spazio all'attività agricola, e quelle che restano sono generalmente protette. Le poche colline sono concentrate soprattutto nel sud, specie nel Limburgo.
Sono invece numerose le dune, specialmente lungo le coste, ma anche nell'interno (ad es. nel parco degli Hoge Veluwe, in Gheldria).
Le coste sono generalmente regolari, basse e sabbiose, con ampie spiagge. Nel nord il braccio di mare che separa il continente dalle isole Frisone (noto come Waddenzee, letteralmente mare dei guadi) presenta fondali estremamente bassi, tanto che con la bassa marea è possibile camminare dalla costa fino alle isole. Le isole stesse (Texel in Olanda settentrionale; Vlieland, Terschelling, Ameland e Schiermonnikoog in Frisia) sono essenzialmente dei grandi banchi di sabbia che proteggono la costa settentrionale, coperte da dune e da foreste di pini, e sono una meta turistica rilevante.

### Parchi nazionali
I parchi nazionali olandesi coprono 1.065 km², ovvero circa il 3% del territorio dei Paesi Bassi. I parchi sono piuttosto piccoli e non sono pensati per custodire delle grandi meraviglie naturali, ma per preservare aree particolari che sono rimaste relativamente immuni allo sviluppo agricolo ed industriale.
Al momento esistono 11 parchi nazionali. I più famosi sono probabilmente il parco degli Hoge Veluwe (in Gheldria, noto per le dune sabbiose, i boschi ed anche per il museo Kröller-Müller), il Biesbosch (fra Rotterdam e Dordrecht) ed il parco di Schiermonnikoog (sull'omonima isola della Frisia).
Vi sono anche altre 7 aree (fra cui parte delle dune di sabbia dell'isola di Texel) che probabilmente saranno proclamate parchi nazionali in un prossimo futuro.